# ۲۵۳ (پیش از میلاد)
۲۵۳ (پیش از میلاد) ۲۵۳مین سال قبل از تقویم میلادی است.